# Jardinópolis (San Paolo)
Jardinópolis è un comune del Brasile nello Stato di San Paolo, parte della mesoregione di Ribeirão Preto e della microregione omonima.